# فراموش‌شده (فیلم ۲۰۱۴)
فراموش شده (به انگلیسی: The Forgotten) یک فیلم سینمایی انگلیسی در ژانر ترسناک محصول سال ۲۰۱۴ میلادی که توسط اولیور فرامپتون در اولین کارگردانی خود ساخته شده است.  

## بازیگران
- گلن تیبر در نقش تامی
- شاون دینگوال در نقش مارک
- الیاریکا گالاچر در نقش کارمن
- جیمز دوهرتی در نقش مارتین
- لیندزی مارشال در نقش سارا
- لی آرنولد در نقش افسر پلیس
- ایزورا بارب-براون در نقش مادر کارمن
- جیمز کاپل در نقش ایان ویلسون
- لوک کید
- کریس لوئیس در نقش پرستار
- کاترین مونت در نقش آنا